# Transilien V
Transilien lijn V is een lijn van de Transilien in de regio Île-de-France. Hij verbindt het multimodale knooppunt Massy - Palaiseau met het station Versailles-Chantiers zonder Parijs te bedienen. De lijn komt voor uit de opdeling van deeltracé's van RER-lijn C. Door de overname van een van de aftakkingen van lijn C van de RER, werd de complexititeit van die lijn, en de bijhorende problemen met inroostering, ook gereduceerd. De Transilien lijn V wordt geëxploiteerd door de SNCF, is 15 km lang, en kent 18.000 passagiers per dag.

## Exploitatie
De treinen op lijn V rijden over het algemeen een kwartiersdienstregeling in de spits, een halfuursdienstregeling daarbuiten. In de late avonden en op zondagochtend geldt er een uursdienstregeling. Een rit tussen de beide eindstations duurt 37 minuten. De lijn wordt niet geëxploiteerd tijdens de "Nuit Festive"-dienstregeling.
De dienstregeling wordt afwisseld geëxploiteerd door treinstellen van de types Z 5600, Z 8800, Z 20500 of Z 20900. De dienst wordt verzekerd tussen vijf uur 's ochtends en middernacht.

## Overzicht van de lijn
| \| \| Massy - Palaiseau \| \| \| Igny \| \| \| Bièvres \| \| \| Vauboyen \| \| \| Jouy-en-Josas \| \| \| Petit Jouy - Les Loges \| \| \| Versailles-Chantiers \| |                        |  |  |
| KDSTa olive | Massy - Palaiseau      |  |  |
| DST olive | Igny                   |  |  |
| DST olive | Bièvres                |  |  |
| DST olive | Vauboyen               |  |  |
| DST olive | Jouy-en-Josas          |  |  |
| DST olive | Petit Jouy - Les Loges |  |  |
| KDSTe olive | Versailles-Chantiers   |  |  |

## Missienamen
In tegenstelling tot treinen in België en Nederland, staat er op de treinen op het transilien-netwerk geen eindstation, maar een vierletterige code op de trein. Deze code heeft een betekenis:

### Eerste letter: De eindbestemming
- M: Massy - Palaiseau
- C: Versailles-Chantiers

### Tweede, derde en vierde letter
Er zit op deze lijn geen logica in het gebruik van deze letters. Wel is voor een zo uitspreekbaar mogelijke afkorting gekozen, en voorkomt men dat er codes gekozen worden die al in gebruik zijn door andere treinen langs de route.
| Station              | Missie codes | Details                                       |
| -------------------- | ------------ | --------------------------------------------- |
| Massy - Palaiseau    | MICK         | De trein stopt op alle tussengelegen stations |
| Versailles-Chantiers | CIME         | De trein stopt op alle tussengelegen stations |